# SN 1993R
SN 1993R – supernowa typu Iac odkryta 2 czerwca 1993 roku w galaktyce NGC 7742. W momencie odkrycia miała maksymalną jasność 17,00m.